# Office of Naval Intelligence
L’Office of Naval Intelligence (ONI) est le service de renseignement de l’United States Navy. Il fut établi en 1882 avec pour objectif de rechercher et rapporter les avancées des marines militaires des autres nations. L'ONI est la première source de renseignement et de surveillance militaire maritime des États-Unis. Le quartier-général de l'ONI se trouve au National Maritime Intelligence-Integration Office (en) à Suitland, dans le Maryland.

## Personnalités
- John Barron

## Dans la culture
L'univers du jeu vidéo Halo reprend le nom Office of Naval Intelligence en VO (traduit par Service de Renseignement de la Navy en français), qui désigne dès lors le tout-puissant service de renseignement de l'UNSC. Le terme « Naval » se réfère dans cet univers non pas à la marine classique du XXIe siècle, mais à des flottes spatiales.